# Alessandro Manuelli
Alessandro Manuelli (Roma, 22 giugno 1964 – Roma, 2 dicembre 2001) è stato un vigile del fuoco italiano, insignito di medaglia d'oro al valor civile alla memoria.

## Biografia
Alessandro Manuelli faceva parte della Squadra "6A" del Distaccamento Nomentano di Roma. Il 27 novembre 2001 la Squadra fu inviata in via Ventotene a seguito di una segnalazione di fuga di gas. Mentre il personale giunto sul posto stava provvedendo ad allontanare le persone presenti nella zona, vi fu una forte esplosione in conseguenza della fuga di gas che causò la morte di quattro cittadini, del Capo Squadra Danilo Di Veglia e dei vigili del fuoco Sirio Corona, Fabio Di Lorenzo e il ferimento mortale di Alessandro Manuelli, deceduto il 2 dicembre successivo presso l'Ospedale "Sandro Pertini" di Roma.
L'evento è ricordato come la strage di via Ventonene.

## Riconoscimenti
Alla memoria di Alessandro Manuelli, in data 5 febbraio 2002, è stata conferita la Medaglia d'Oro al Valor Civile, uno dei riconoscimenti più importanti attribuiti agli appartenenti al Corpo.
A Roma, in memoria dell'evento, è stato eretto un monumento in un parco limitrofo. Nel corso del 2017, si è tenuta una cerimonia di deposizione di corona in ricordo.
Il  27 novembre 2008, il Corpo nazionale dei vigili del fuoco ha intitolato a lui e al collega Fabio Di Lorenzo la Caserma di via Romagnoli Distaccamento Nomentano Vigili del fuoco di Roma.
Walter Veltroni ricorda e descrive la vicenda nel suo volume "Roma. Storie per ritrovare la mia città".